# مونتي هيلمان
مونتي هيلمان (بالإنجليزية: Monte Hellman)‏ هو كاتب سيناريو ومنتج أفلام ومونتير ومخرج أمريكي، ولد في 12 يوليو 1929 في نيويورك في الولايات المتحدة.

## وصلات خارجية
- مونتي هيلمان على موقع IMDb (الإنجليزية)
- مونتي هيلمان على موقع ألو سيني (الفرنسية)
- مونتي هيلمان على موقع أول موفي (الإنجليزية)
- مونتي هيلمان على موقع قاعدة بيانات الأفلام السويدية (السويدية)
- مونتي هيلمان على موقع إن إن دي بي (الإنجليزية)
- مونتي هيلمان على موقع قاعدة بيانات الفيلم (الإنجليزية)
- مونتي هيلمان على موقع كينوبويسك (الروسية)